# Russell Ohl
Russell Shoemaker Ohl (Allentown (Pennsylvania), 31 januari 1898 – Vista (Californië), 20 maart 1987) was een Amerikaans natuurkundige. Hij was de eerste wetenschapper die gedegen onderzoek deed naar halfgeleiders – onderzoek dat uiteindelijk zou leiden tot de uitvinding van de transistor. Ook wordt hij algemeen erkend als de ontdekker van het principe van de moderne zonnecel.

## Biografie
Ohl excelleerde op highschool, zodat hij op zijn zestiende al mocht toetreden tot de Pennsylvania State University. Omdat hij als tweedejaars student de theorie niet begreep hoe radio's werkten bouwde hij zijn eigen radio.
Na zijn afstudering begon Ohl in juni 1927 voor Bell Laboratories te werken, waar hij zijn onderzoek naar radio's voortzette. Radio's konden op dat moment alleen de lagere frequentiegolven ontvangen. Door de grote vacuümbuizen, die toen gangbaar waren in radio's, te vervangen door halfgeleidermaterialen dacht Ohl dat het mogelijk moest zijn om ook de hogere frequenties te kunnen ontvangen. Tegen de zin van zijn superieuren in begon Ohl onderzoek te doen naar deze halfgeleiderkristallen. Tijdens dit onderzoek ontdekt hij in 1939 bij toeval de pn-overgang in een siliciumkristal.
Ohl vernam dat in het silicium spontaan een klein stroompje werd opgewekt als hij het silicium boven een kom met water hield, boven een soldeerbout of met een gloeilamp bescheen. De oorzaak van dit fenomeen bleek een barst in het siliciumkristal te zijn. In plaats van dat de elektronen kriskras door elkaar heen te bewogen, zoals in de rest van het materiaal, bewogen de elektronen bij de barst allemaal in dezelfde richting. Zijn werk werd slechts begrepen door een handvol wetenschappers, waaronder Dr. Walter Brattain (een van de drie fysici die in 1947 de transistor uitvond en hiervoor de Nobelprijs kreeg).
In mei 1941 verkreeg hij een eerste patent op de zonnecel. Tot aan zijn pensioneren in 1958 zette Ohl zijn onderzoek naar halfgeleidertechnologie voort bij Bell Labs. Ook na zijn pensionering bleef hij doorwerken, zo publiceerde hij diverse artikelen over halfgeleiderkristallen.